# Simelemassakern

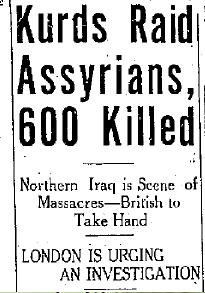
The Lethbridge Herald, 18 augusti 1933. Trots tidningsartikelns rubrik är det idag känt att det var irakiska statens armé som genomförde massakern.

Simelemassakern förövades i staden Simele i norra Irak i augusti 1933 av Iraks nybildade regering. Omkring 3000 kristna assyrier mördades.
Engelskans uttryck för folkmord, genocide, myntades till stor del på grund av denna massaker.